# Эрленмейер, Эмиль
Эми́ль Эрленме́йер (нем. Emil Erlenmeyer; 1825—1909) — немецкий химик-органик, синтезировал изомасляную кислоту, гуанидин и α-аминокислоты, установил строение спиртов и карбоновых кислот, исследовал независимо от Эльтекова перегруппировку енолов в альдегиды и кетоны, а также пинаколиновую перегруппировку, установил структурную формулу нафталина. Ввёл в лабораторную практику коническую колбу (колба Эрленмейера) и газовую печь для элементного анализа.

## Биография
С 1845 года Эмиль Эрленмейер изучал медицину в Гиссенском университете, где посещал также лекции Юстуса Либиха по химии, а позднее, в Гейдельбергском университете, — лекции Леопольда Гмелина. После сдачи государственного экзамена по фармацевтике в Нассау Эрленмейер в течение 5 лет заведовал аптекой в Катценельнбогене, а в 1850 году вернулся в Гиссен и защитил под руководством Либиха кандидатскую диссертацию. 
После этого Эрленмейер купил аптеку в Висбадене и одновременно преподавал химию в Висбаденской торговой школе и в ремесленном училище, однако из-за коммерческих неудач вскоре вернулся к научной деятельности и в 1855 году защитил в Гейдельберге у Роберта Бунзена докторскую диссертацию по химии минеральных удобрений. В 1857 году один из создателей теории валентности Фридрих Кекуле был назначен приват-доцентом и организовал частную лабораторию, которая стала местом встреч химиков, интересовавшихся структурной химией, в частности, в этих встречах участвовал Эрленмейер. В 1863 году Эрленмейер назначен профессором, однако вскоре переехал в Мюнхен, где стал профессором Мюнхенской политехнической школы — предшественницы современного Мюнхенского технического университета, и одновременно консультировал различные химические предприятия. 
В 1873 году Эрленмейер избран членом Баварской академии наук (нем. Bayerische Akademie der Wissenschaften), в 1874 году — вице-президентом, а в 1884 году — президентом Немецкого химического общества. С 1877 по 1880 годы, наряду с преподавательской деятельностью, Эрленмейер занимал должность директора Мюнхенской политехнической школы. 
На международном химическом конгрессе в Карлсруэ Эрленмейер познакомился с А. М. Бутлеровым и заинтересовался вопросами структуры химических соединений. С 1859 года он был внештатным редактором журнала химии, фармацевтики и математики, что позволило ему выдвигать свои теории на широкое обсуждение. Эрленмейер впервые установил существование кратных химических связей, что способствовало установлению структуры многих химических соединений. 
В Мюнхене Эрленмейер активно исследовал структуру органических соединений, установив структуру нафталина, гуанидина и тирозина, а также разработал методы синтеза гуанидина и тирозина (синтез Эрленмейера-Плёхля). Кроме того, он независимо от Эльтекова исследовал енольную перегруппировку — превращение енолов в альдегиды и кетоны. 
Эрленмейер ввёл в лабораторную практику коническую колбу (колба Эрленмейера), используемую и сейчас в химических и биологических лабораториях.